# پریسا ایوروکون
پریسا ایوروکون (انگلیسی: Parrissa Eyorokon؛ زادهٔ ۱۵ سپتامبر ۱۹۸۶) بازیکن فوتبال اهل ایالات متحده آمریکا است.
از باشگاه‌هایی که در آن بازی کرده‌است می‌توان به واشینگتن فریدام اشاره کرد.
وی همچنین در تیم ملی فوتبال زیر ۲۳ سال زنان ایالات متحده آمریکا بازی کرده‌است.